# Federation of Women's Club of the Canal
Federation of Women's Club of the Canal eller Canal Zone Federation of Women's Clubs var en kvinnoförening i Panama, grundad 1907.
Panama frigjorde sig från Colombia med USA:s hjälp 1903 och stod genom Panamakanalen under inflytande från USA, vilket influerade även kvinnor i Panama, gav dem större tillgång till utbildning än i den övriga regionen och influerade fram en tidig kvinnorörelse. 
Federation of Women's Club of the Canal tillhörde de tidigaste kvinnoorganisationer som grundades när kvinnorörelsen organiserades i Panama. Den lydde under General Federation of Feminine Clubs i New York i USA, och omfattade 58 lokalföreningar med 695 medlemmar år 1913. Panamas kvinnorörelse var influerades direkt av den amerikanska kvinnorörelsen. Den bildades av nio lokala kvinnoklubbar som bildades i olika orter kring Panamakanalen under ledning av den amerikanska American Federation of Women's Clubs. Klubben engagerade sig främst i att aktivera hemmafruarna till kanalens arbetare för att undvika frustration på grund av sysslolöshet,  men de kom att spela en roll för utvecklingen av en samtida inhemsk kvinnorörelse i Panama genom sitt exempel, då även lokala kvinnoklubbar i Panama uppkom och ägnade sig åt samhällsfrågor med denna klubb som exempel. 
Klubben upplöstes i april 1913, i sambandet med att Panamakanalen då snart var färdig och det anställdes familjer gjorde sig redo att återvända till USA. 